# Dörrigsen
 (avril 2023).
Dörrigsen est un quartier de la commune d'Einbeck, dans le Land de Basse-Saxe.

## Géographie
Le village de Dörrigsen se situe dans la partie sud de la ville d'Einbeck, qui est quelque peu isolée des grandes voies de circulation sur le Südlieth, un contrefort nord de l'Ahlsburg.

## Histoire
Dörrigsen est mentionné pour la première fois dans des documents vers 1254 sous le nom de Dorrigesen, plus tard également appelé Doringessen.
En 1865, le premier bâtiment scolaire est érigé dans le village, alors que l'instruction des enfants a lieu à Dörrigsen depuis 1800.
Le 1er mars 1974, Dörrigsen est incorporée à Einbeck.

## Source, notes et références
- (de) Cet article est partiellement ou en totalité issu de l’article de Wikipédia en allemand intitulé « Dörrigsen » (voir la liste des auteurs).

1. ↑  (de) Statistisches Bundesamt, Historisches Gemeindeverzeichnis für die Bundesrepublik Deutschland. Namens-, Grenz- und Schlüsselnummernänderungen bei Gemeinden, Kreisen und Regierungsbezirken vom 27.5.1970 bis 31.12.1982, 1983 (ISBN 3-17-003263-1)